# Склепіння

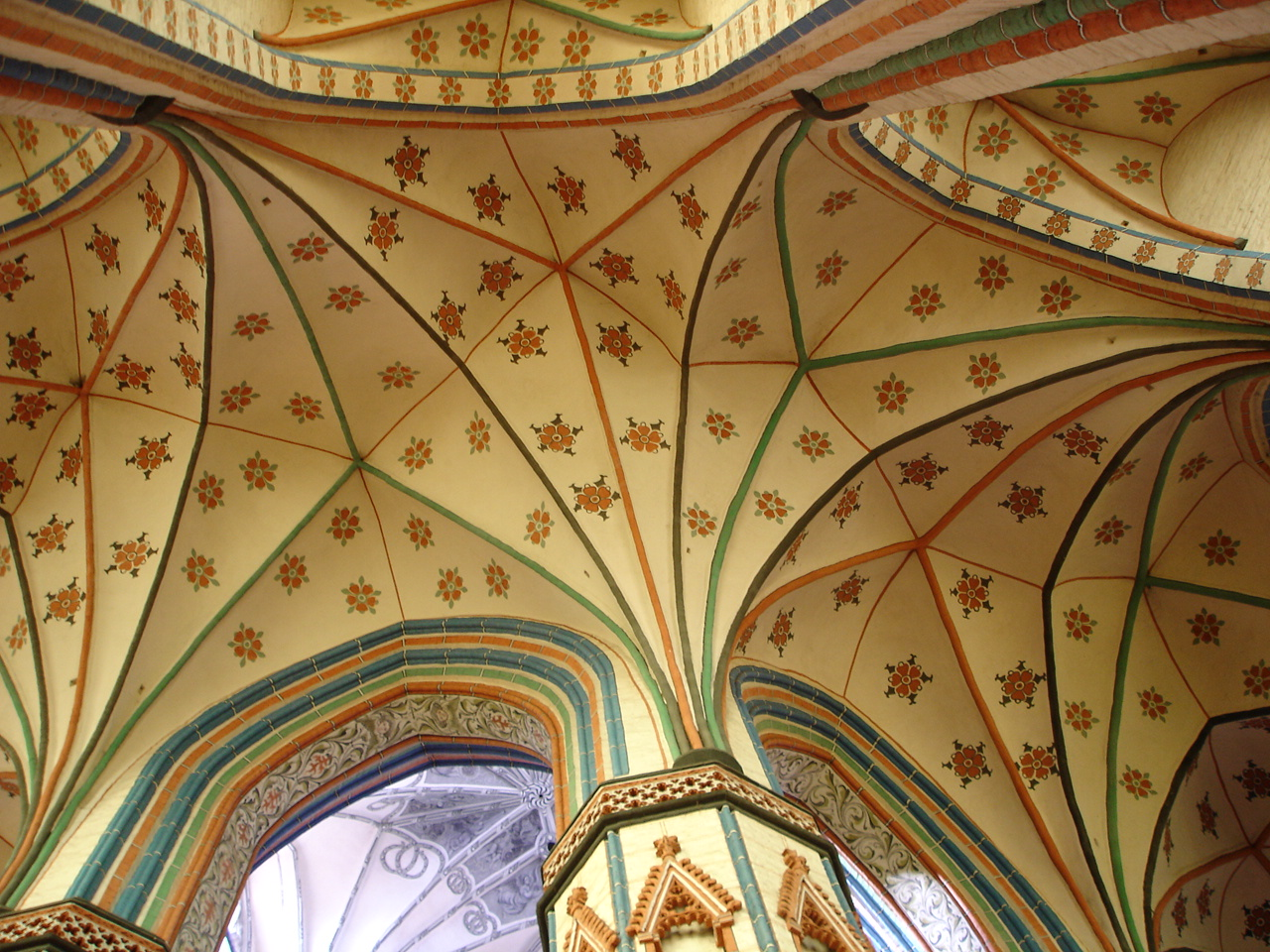
Склепіння

Склепі́ння, також звід, створ — перекриття криволінійних обрисів у перерізі.
Склепіння перекривають переважно круглі, багатокутні, еліптичні в плані приміщення, і дозволяють перекривати значні простори без додаткових проміжних опор. Твірними формами служать різні криві, випуклі вверх. Від вертикального навантаження в купольних конструкціях виникають зусилля стиску, а також горизонтальний розпір на опорах.

## Історія
Найпростіше з видів склепіння, циліндричне, відоме з давніх часів і вже вживалося вавилонянами, що підтверджується археологічними знахідками залишків палаців, каналів, мостів та ін. Римляни довели цю конструкцію до досконалості і перекривали за допомогою склепінь величезні простори (Cloaca Maxima). Церковне зодчество Середньовіччя випрацювало найбільш різноманітні форми склепінь, причому була усунута найголовніша незручність циліндричного склепіння — значний підйом. Разом з економією в матеріалі добивалися краси і різноманітності форм, що виразилися в характерних відмінностях візантійського, романського і готичного стилів.

## Влаштування склепіння
Склепіння має такі елементи:

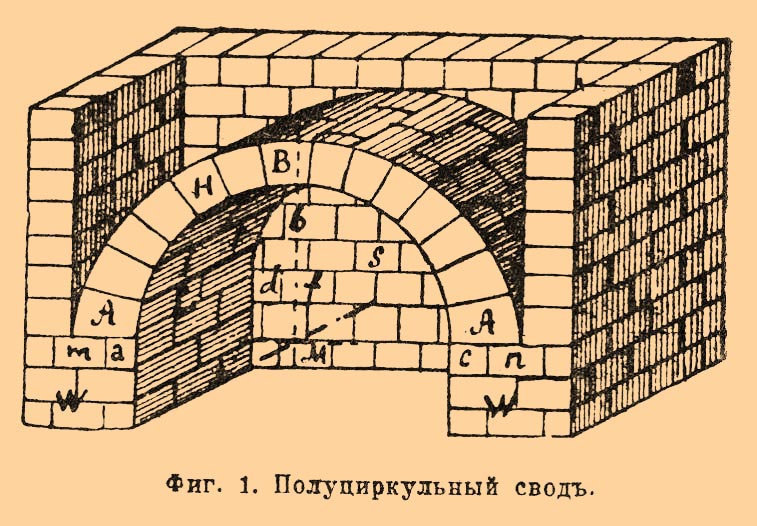
Будова півциркульного склепіння (з Енциклопедичного словника Брокгауза і Єфрона): A — п'ятові камені, B — замковий камінь, H — клинчастий камінь, M — вісь склепіння, S — щокова стіна, W — опори, ABA — щока, b — вершина склепіння, abc — твірна дуга (внутрішня поверхня), ac — проліт склепіння, ad — початок склепіння, ma, cn — п'яти склепіння, Mb — висота склепіння, mBn — зовнішня поверхня

- Опори (пілони, устої, опорні стінки)
- Щока — бокова частина склепіння, що має форму арки, при наявності щокових стін щоки є закритими.
- Щокові стіни — стіни, що обмежують склепіння збоку (зі щік) і не зазнають тиску від нього
- Внутрішня поверхня
- Зовнішня поверхня
- Пазуха — простір між склепіннями (чи між склепінням і перекриттям), присутнє у випадку, якщо влаштовується кілька прилеглих одне до одного суміжних склепінь або поверх склепіння встановлюється перекриття.
- П'ята — верхня поверхня опори.

Найближчі до п'ят камені склепіння називають п'ятовими, найвище розташовані в склепінні камені — замковими, решту каменів — клинчастими. Площини, якими камені прилягають один до одного, називають швами.
Склепіння визначається такими лінійними характеристиками:
- Твірна дуга (крива напрямна) — крива лінія, рухом якої може бути утворена внутрішня поверхня склепіння
- Початкові точки — кінці твірної дуги
- Проліт (отвір) — відстань між початковими точками
- Вісь склепіння — горизонтальна лінія, що проходить через середину прольоту
- Вершина склепіння — найвища точка твірної дуги
- Висота (стріла підйому) — відстань між віссю і вершиною
- Початок склепіння, початкова лінія — пряма, що йде вздовж п'яти
- Початкова площина — площина початкових ліній
- Шелига — лінія внутрішньої поверхні, що з'єднує вершини (замкові камені)

Товщина склепіння в ключі (найвищому місці) визначається висотою замкового каменя, інших частинах товщина його визначається довжиною сполучної лінії — відстанню між внутрішньою і зовнішньою поверхнями, лічачи по нормалі до внутрішньої поверхні. Площини, що проходять через сполучні лінії і розділяють склепіння на шари, більш-менш похилі до горизонту, називають сполучними площинами. Частина склепіння, взята між двома сполучними площинами, може бути розділена послідовними перетинами на окремі елементи, що утворюють ряди клинчастих каменів.
Вертикальна площина, проведена через шелигу, ділить склепіння на дві половини. Циркульне склепіння, що утворює половину прямого циліндра з гориризонтальною віссю, називається півциркульним. Якщо крива напрямна являє собою дугу, меншу половини кола, причому відношення стріли до отвору (підйом склепіння) знаходиться в межах від ½ до ¼, склепіння називають стисненим; при підйомі менше ¼ — плоским. Склепіння, складене з двох половин, що утворюють в шелизі кут, називають стрілчастим, або готичним (є характерним для готичної архітектури). Крім дуги кола, крива напрямна може бути еліптичною, коробовою з 3 і більше центрами (звичайно не більше 11) тощо. Вісь склепіння може бути і не перпендикулярна до площини щік (напр., в косих кам'яних мостах). Вісь і шелига склепіння можуть бути розташовані по похилій або навіть по кривій лінії, і таким чином виходять форми так зв. повзучих арок, спіральних і конічних склепінь, тощо. З частин циліндричних склепінь, що сполучаються різним чином, складаються зімкнуті і хрестові склепіння, єзуїтські (зімкнуте склепіння з врізаними в нього розпалубками) і вітрильні.
Перед муруванням склепіння спочатку споруджують кружало — тимчасову дерев'яну або металеву конструкцію відповідної майбутньому склепінню форми і розміру, встановлену на п'яти опор. Камені (цеглини) встановлюються на потрібних місцях і скріпляються розчином, а після завершення кладки і затужавіння розчину кружало розбирають.

## Види
Існують різні типи і види склепінь, серед яких найпоширеніші:
- Склепіння балхі — над прямокутними приміщеними, починається від кутів арками під кутом 45° «у ялинку».
- Склепіння бочарне — утворюється рухом плоскої кривої, формуючи перекриття двоякої кривини. Влаштовується над прямокутною ділянкою, маючи в поздовжньому і поперечному перетинах одноцентрові або коробові дуги.
- Склепіння висхідне — коробове або циліндричне півциркульне з нахиленими паралельними п'ятами.
- Склепіння віяльне — з нервюрами, які розходяться віялом з одного місця; спирається на кутові підпори, від яких віялом розходяться зігнуті лопаті.
- Склепіння восьмилоткове — над октогоном, підіймається до вершини вісьмома сегментами.
- Склепіння вспарушене — хрестове, у якого центральна частина помітно піднята у порівняні з боковими.
- Склепіння гвинтово-кільцеве — має дугоподібний перетин, підтримуючи сходові марші із закругленим поворотом або гвинтові сходи.
- Склепіння двоопукле — влаштовується над чотирикутним в плані приміщенням. Отримує дугоподібні перетини різної кривини у поздовжньому і поперечному напрямках.
- Склепіння дзеркальне — зімкнуте із зрізаною верхньою площиною значних розмірів.
- Склепіння зімкнуте еліптичне — утворюється продовженням стін по еліптичній кривій.
- Склепіння зімкнуте лучкове — утворюється продовженням стін по кривій з невеликою стрілою підйому.
- Склепіння зімкнуте параболічне — утворюється продовженням стін по параболічній кривій.
- Склепіння зімкнуте півциркульне — утворюється продовженням стін по напівциркульній кривій.
- Склепіння зімкнуте плоске — див. склепіння зімкнуте лучкове.
- Склепіння зірчасте — нервюрне, збагачене тьєрсеронами. Складається з низки (понад чотирьох) запалубок, що вгорі сходяться своїми гострими вершинами. Може мати різне накреслення.
- Склепіння з розпалубками — існують різні види і варіанти з'єднання склепінь з розпалубками.
- Склепіння клинчасте — викладене з каменів клинчастої форми.
- Склепіння клостер-ґевельбе (нім. Klostergewölbe — «монастирське склепіння») — те саме, що і Склепіння зімкнуте.
- Склепіння коритне — подібне до зімкнутого, але у вершині має широку плоску ділянку.
- Склепіння коробове — утворюється трицентровою кривою у поперечному перетині.
- Склепіння купольне — докладніше див. купол.
- Склепіння лоткове — утворюється системою півциркульних арок, між якими розміщені циліндричні.
- Склепіння монастирське — зімкнуте з розпалубками.
- Склепіння мульден-ґевельбе (нім. Muldengewölbe — «жолобчасте склепіння») — зімкнуте, криволінійні поверхні якого переходять у прямокутну горизонталь.
- Склепіння напівлоткове — коробове або півциркульне з торцевим лотком.
- Склепіння нервюрне — переважно хрестове, на каркасі з нервюр.
- Склепіння-оболонка — існує різних геометричних форм, в основному виконується із залізобетону.
- Склепіння пазушне — півциркульне з розпалубками.
- Склепіння парусно-зімкнене — різновид зімкнутих, де площини утворюють склепіння спарушеної форми.
- Склепіння пелюсткове — різновид сітчастих, утворювалось шляхом ускладненого перетину нервюр. Виникло у готичну епоху в Чехії, Словаччині та інших країнах.
- Склепіння повзуче — різновид циліндричних, з п'ятами на різних рівнях.
- Склепіння подвійне — виконане з двох криволінійних оболонок, розміщених одна над одною і розділених вузьким простором.
- Склепіння подвійноопукле — те саме, що і Склепіння двоопукле.
- Склепіння плоске — стріла підйому не перевищує 3-ї частини прольоту.
- Склепіння сітчасте — подібне до зірчастого, однак замість тьєрсеронів вживаються чотири сферичних паруси.
- Склепіння стільникове, мукарна — із складним рисунком ребер (без нервюр) і пірамідальними заглибленнями.
- Склепіння стрілчасте — утворюється напрямними з великою стрілою підйому.
- Склепіння ступінчасто-хрещате — хрещате із ступінчастою поверхнею розпалубок.
- Склепіння східчасте — утворюється системою поперечних і поздовжніх арок, розташованих на різних рівнях.
- Склепіння удаване (фальшиве) — конструктивно утворюється поступовим напуском горизонтальних рядів мурування.
- Склепіння у спіраль — викладене по однаково спрямованим рівним дугам, що розходяться від центра.
- Склепіння хрестове еліптичне — різновид хрестових, де площини між ребрами еліптичної форми.
- Склепіння хрестове лучкове — різновид хрестових, де площини між ребрами пологої (лучкової) форми.
- Склепіння хрестове параболічне — різновид хрестових, де площини між ребрами параболічної форми.
- Склепіння хрестове спарушене — різновид хрестових, де площини між ребрами спарушеної (сферичної) форми.
- Склепіння хрещате — зімкнене склепіння, перерізане двома коробовими чи циліндричними із світловим барабаном.
- Склепіння циліндричне еліптичне — утворюється еліптичною кривою у поперечному розрізі.
- Склепіння циліндричне лучкове — утворюється кривою, що у поперечному розрізі менше півкола.
- Склепіння циліндричне параболічне — утворюється параболічною кривою у поперечному розрізі.
- Склепіння циліндричне півциркульне — утворюється сферичною кривою у півкола.
- Склепіння циліндричне плоске — те саме, що циліндричне лучкове.
- Склепіння чарункове — те саме, що і стільникове.
- Склепіння четвертне — у перетині складає чверть кола.
- Склепіння шпігель-ґевельбе (нім. Spiegelgewölbe — «дзеркальне склепіння») — зімкнуте, криволінійні поверхні якого переходять у круглу шелигу (порівн. клостер-гевельбе, мульден-гевельбе).

Поряд з виконаними з каменя або цегли буває
- Склепіння глечикове — криволінійне перекриття з пустотілих керамічних трубок, які нагадують глечики, клиноподібних цеглин, порожнистих конусів тощо. Різновидом є склепіння з голосниками.

Деякі криволінійні перекриття отримали умовні назви, залежно від часу або місцевості, де вживались; наприклад:
- Склепіння анжуйське (склепіння Плантагенетів) — купольне перекриття стрілчастого абрису у сполученні з нервюрами.
- Склепіння єзуїтське — різновид зімкнутого; влаштовувалося над квадратним у плані приміщенням із спиранням чотирьох ребер на стики восьми розпалубок, що знаходилися на кутах.
- Склепіння норманське — те саме, що і склепіння віяльне.
- Склепіння прусське — низка однакових бочарних склепінь, розділених пониженими арками.
- Склепіння пястівське — тридільне. Отримало поширення в готичних будівлях Польщі.
- Склепіння саксонське — те саме, що і склепіння бочарне.